# レミングトノケトゥス
レミングトノケトゥス（Remingtonocetus）は、約4,600万-約4,300万年前（新生代始新世前期）に生息していた、海生の原始的クジラ類。化石はインドとパキスタンで発見されている。
非常に長細い吻（ふん）と小さな眼を持ち、祖先より小型化している。本種を模式属とするレミングトノケトゥス科に独自の進化系統は、後世のクジラ類にはつながらない。

## 学名
属名は、有名なクジラ研究者である米国人動物学者レミントン・ケロッグ（Remington Kellogg）への献名で「レミントン鯨」の意。模式種の種小名 harudiniensis は化石の出土した地層名、ハルディ累層 (Harudi Formation) に因む。

## 化石
化石は、古生物学者スニール・バジパイ（Sunil Bajpai）とハンス・テーヴィスン（J.G.M.Hans Thewissen）率いる調査隊によって、インド西部グジャラート州のカッチーKachchh（英語名：Kutch）地区にて発見された。1995年にはフィリップ・ギンガーリッチ（Gingerich）らによって、パキスタンのスライマーン地区のバビア丘陵（Babia Hills）からも発見されている。

## 特徴
本種はアンブロケトゥス科と同じような陸を歩くこともできる四つ足を具えてはいるものの、水生への適応を推し進めて、より多くの時間を水中ですごしていたと思われる。ただし、頭部の形態は他のクジラとの違いが著しく、特殊化が進んでいた。非常に長細い吻を持ち、眼は左右で広く間隔を開けられ、そして小さかった。体は長いが他に比べて小さい。彼らは一部ラッコにも通じる生態を持っていたのではないかと考えられている。水中での骨伝導に頼った聴覚に関しては、彼らを特徴づける長い吻と耳骨の発達をもって、アンブロケトゥス科よりいっそうの進化の結果を見ることができる。
歯の化石標本のエナメル質が含有する酸素同位体の化学的分析により、彼らは生活のほとんどを海水域ですごし、そこで餌を食べ、しかしときには淡水域にも出入りしていたことが突き止められている。水を飲みに、休みに、子を産みにいくためである。

## 進化系統
彼らの子孫は見つかっていない。レミングトノケトゥス科はアンブロケトゥス科から進化し、その初期のものがより進化したプロトケトゥス科へとつながる重要な位置を占めている可能性は大いにあるものの、レミングトノケトゥス属はそうではない。進化的傍系としてこの科の進化系統は短命に終わっているのであり、彼らはその末端に位置するものの一つかもしれない。